# Dijastema
Dijastema (lat. Diastema), biljni rod iz porodice gesnerijevki sa dvadesetak vrsta trajnica rasprostranjenih po tropskoji Americi  Dio je podtribusa Gloxiniinae.

## Etimologija
Ime roda dolazi od grčkog διαστημα, diastēma = prostor, interval, koji se odnosi na odvojene (ne koherentne) prašnike.

## Opis roda
To su kopnene, višegodišnje zeljaste biljke s ljuskastim rizomima. Stabljika kratka, nerazgranata, dlakava ili resasta. Lišće nasuprotno, ± izofilno, obično s dugim peteljkama; Broj kromosoma: 2n = 26. Rod je rasprostranjen po tropskoj Americi, od južnog Meksika do Bolivije

## Vrste
1. Diastema affine Fritsch
2. Diastema comiferum (DC.) Benth. ex Walp.
3. Diastema eggersianum Fritsch
4. Diastema fimbratiloba Moonlight & J. L. Clark
5. Diastema gymnoleuca Gilli
6. Diastema hispidum (DC.) Fritsch
7. Diastema kalbreyeri Fritsch
8. Diastema latiflorum Rusby
9. Diastema maculatum (Poepp.) Benth. ex Walp.
10. Diastema purpurascens Rusby
11. Diastema racemiferum Benth.
12. Diastema scabrum (Poepp.) Benth. ex Walp.
13. Diastema sodiroanum Fritsch
14. Diastema tenerrimum (Poepp.) Benth. ex Walp.
15. Diastema urticifolium (Poepp.) Benth. ex Walp.
16. Diastema vexans H. E. Moore
17. Diastema weberbaueri Fitschen
18. Diastema williamsii Rusby